# Fresnedo (Soba)
Fresnedo es una localidad española del municipio de Soba, perteneciente a la comunidad autónoma de Cantabria. 

## Geografía
La localidad se encuentra a 521 m s. n. m. y a 6,5 kilómetros de la capital municipal, Veguilla.

## Historia
Hacia mediados del siglo XIX, el lugar, ya por entonces perteneciente a Soba, tenía contabilizada una población de 170 habitantes. Aparece descrito en el octavo volumen del Diccionario geográfico-estadístico-histórico de España y sus posesiones de Ultramar de Pascual Madoz con las siguientes palabras:

FRESNEDO: l. en la prov. y dióc. de Santander (10 leg.), part. jud. de Ramales (1), aud. terr. y c. g. de Burgos (20), ayunt. del valle de Soba. sit. en un pequeño llano sobre una de las montañas que forman el centro de los dos barrancos por donde pasan los arroyos Rio picote y Rio-miquillo; su clima es templado, y sus enfermedades mas comunes, afecciones catarrales, fiebres gástricas, pulmonias y dolores de costado. Tiene 26 casas; escuela de primeras letras, dotada con 600 rs., á que asisten 26 niños; igl. parr. (San Estéban), servida por un cura de ingreso y presentacion del diocesano en patrimoniales, y 2 fuentes de medianas aguas para consumo del vecindario. Confina N. la Revilla y San Juan; E. Erada; S. puerto de los Tornos, y O. Pilas. El terreno es de mediana calidad, y le fertilizan las aguas de los indicados arroyos. Los caminos locales: recibe la correspndencia de la Nestosa, por peaton los lunes, jueves y sábados, y sale en los mismos dias. prod.: trigo, maiz, lino, cáñamo, castañas, patatas, alubias y pastos; cria ganado caballar, lanar, cabrio y de cerda; caza de liebres, zorros, corzas, jabalies y lobos. pobl.: 30 vec., 170 alm. contr.: con el ayuntamiento.
(Madoz, 1847, p. 186)

En 2023, la entidad singular de población tenía empadronados 33 habitantes y el núcleo de población, también 33.